# Бланчард, Рейчел
Ре́йчел Бла́нчард (англ. Rachel Blanchard; род. 19 марта 1976) — канадская и американская актриса.

## Биография
Рейчел Бланчард появилась на свет 19 марта 1976 года в Торонто. Она обучалась в колледже для девочек Havergal. Учёба там давалась будущей актрисе легко. Уже в то время она увлеклась кино и театром. Другим интересом Бланчард в те годы был хоккей, она даже была членом местной команды. Да и сейчас свободное время актриса любит проводить с клюшкой на катке. По окончании колледжа Рейчел поступила в Университет Куинс в Кингстоне, однако не проучилась в нём положенный срок, так как предпочла обучению съемки в одном из телевизионных сериалов.
С детских лет Рейчел Бланчард стала сниматься на ТВ и в большом кино. Она начинала с рекламы McDonald’s и участия в детских телевизионных шоу для детей и сериалах: «Маленький бродяга», «Дети с улицы Деграсси», «Автостопщик», «Алекс: Жизнь ребёнка», «Война миров» и других. Наибольшую известность актриса приобрела благодаря роли Шер Хоровиц в сериале «Бестолковые» (аналогичную роль в киноверсии исполнила Алисия Сильверстоун) и образ Кристен в популярнейшем «Боишься ли ты темноты?» канала Nickelodeon (26 эпизодов).
Популярности у зрителей и признание критиков Бланчард ей добавило участие в британском юмористическом ситкоме «Пип-шоу».
В 2014 году актрису можно было увидеть в сериале «Фарго» в роли Китти Нигаард, в 2016—2020 — в сериале «Ты, я, она». В марте 2022 года в российский прокат выйдет эротический триллер Эдриана Лайна «Глубокие воды», сюжет которого закручивается вокруг порочного брака (героев Бена Аффлека и Аны де Армас). Картина основана на одноименном романе Патриции Хайсмитт. Рейчел сыграла в фильме Кристин Питерсон.

## Избранная фильмография
| Год        |    | Русское название               | Оригинальное название       | Роль              |
| ---------- | -- | ------------------------------ | --------------------------- | ----------------- |
| 1984       | с  | Дети с улицы Деграсси          | The Kids of Degrassi Street | Мелани            |
| 1986—1990  | с  | Кэмпбеллы                      | The Campbells               | Бонни             |
| 1990       | с  | Полицейский Кэттс и его собака | Katts and Dog               |                   |
| 1993       | с  | Боишься ли ты темноты?         | Are You Afraid of the Dark? | Кристен           |
| 1994       | тф | Железный орёл 4                | Iron Eagle IV               | Китти Шоу         |
| 1996—1999  | с  | Бестолковые                    | Clueless                    | Шер Хоровиц       |
| 1996—1997  | с  | Мгновения грядущего            | Flash Forward               | Эллен             |
| 1999       | ф  | Кэрри 2: Ярость                | The Rage: Carrie 2          | Моника            |
| 1999       | ф  | Молодой Айвенго                | Young Ivanhoe               | Ровена            |
| 2000       | ф  | Дорожное приключение           | Road Trip                   | Тиффани Хендерсон |
| 2001       | ф  | Сахар и перец                  | Sugar & Spice               | Ханна Уолд        |
| 2002—2004  | с  | Седьмое небо                   | 7th Heaven                  | Роксана Ричардсон |
| 2003       | ф  | По следам Холдена              | Chasing Holden              | Ти-Джей Дженсен   |
| 2003—...   | с  | Пип-шоу                        | Peep Show                   | Нэнси             |
| 2004       | ф  | Трое в каноэ                   | Without a Paddle            | Флауэр            |
| 2004       | с  | Джоуи                          | Joey                        | Джоэль            |
| 2005       | ф  | Где скрывается правда          | Where the Truth Lies        | Морин             |
| 2005       | тф | 1/4 жизни                      | 1/4life                     | Лиза              |
| 2006       | ф  | Змеиный полёт                  | Snakes on a Plane           | Мерседес          |
| 2007       | с  | Летучие конкорды               | Flight of the Conchords     | Сали              |
| 2008       | ф  | Недетский возраст              | Growing Op                  | Кристал           |
| 2008—....  | с  | Горячая точка                  | Joey                        | Джоэль            |
| 2009       | ф  | Бабник                         | Spread                      | Эмили             |
| 2009       | мс | Всё, что она хотела            | Everything She Ever Wanted  | Рейчел Рид        |
| 2010       | ф  | Нация мечтателей               | Daydream Nation             | мисс Бадж         |
| 2010       | с  | Зовите меня Фитц               | Call Me Fitz                | Джанет            |
| 2011       | тф | Факты в пользу Рождества       | The Case for Christmas      | Лорен             |
| 2012       | ф  | Накануне вечером               | Overnight                   | Дженни            |
| 2012       | ф  | Мой дядя Рафаэль               | My Uncle Rafael             | Мишель            |
| 2012       | ф  | Тёмные сердца                  | Dark Hearts                 | Кларисса          |
| 2012— 2013 | с  | Свадебная группа               | Wedding Band                | Трейси            |
| 2014       | с  | Фарго                          | Fargo                       | Китти Нигаард     |
| 2022       | ф  | Глубокие воды                  | Deep Water                  | Кристин Питерсон  |